# Abraham Lincoln Presidential Library

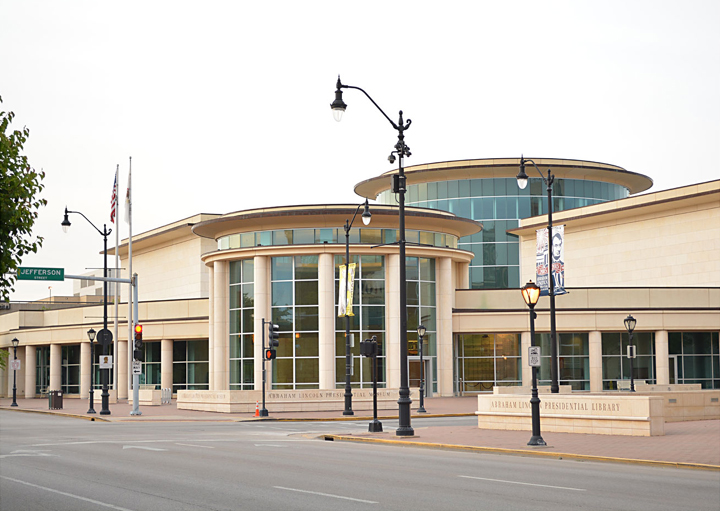
Abraham Lincoln Presidential Library and Museum (2018)

Die Abraham Lincoln Presidential Library in Springfield (Illinois) ist eine Präsidentenbibliothek, die aus der 1889 gegründeten Illinois State Historical Library hervorgegangen ist. Sie wird von der Illinois Historic Preservation Agency betrieben und gehört dem US-Bundesstaat Illinois. Die neuen Einrichtungen wurden am 16. April 2005 eröffnet.
Neben den Materialien zu Präsident Abraham Lincoln enthält die Bibliothek mehr als zwölf Millionen Dokumente, Bücher und Gegenstände zur Geschichte von Illinois, darunter die staatlichen Sammlungen zur Geschichte Illinois’, des amerikanischen Bürgerkrieges und die Henry Horner Lincoln Collection. Die Bücherei wird stark für genealogische Forschungen genutzt. Im musealen Teil der Bibliothek sind einzelne Abschnitte des Weißen Hauses zur Zeit Lincolns nachgebaut.
Seit Anfang 2014 sind Teile des Sets, Kostüme und Requisiten aus Steven Spielbergs preisgekröntem Film Lincoln (2012) im Abraham Lincoln Presidential Library and Museum zu sehen.